# Anne Buijs
Anne Buijs (Oostzaan, 2 december 1991) is een Nederlandse volleybalster. 

## Levensloop
Zij debuteerde in 2008 in het Nederlands team. In 2016 werd Buijs geselecteerd voor het Nederlands vrouwenteam dat deelnam aan de Olympische Spelen in Rio de Janeiro. Na de OS ging zij clubvolleybal spelen bij Rexona Ades in Brazilië. 
Buijs keerde in Mei 2023 terug bij het Nederlands team, maar na een teleurstellende Olympische Spelen in Parijs neemt de topspeelster nu toch echt afscheid van TeamNL. 
Haar vader (Teun), moeder Irene Pelser, broer (Tom) en partner Ana Carolina Da Silva zijn/waren eveneens actief in het volleybal.
Maret Balkestein-Grothues · Yvon Beliën · Anne Buijs · Anne Buijs · Laura Dijkema · Robin de Kruijf · Judith Pietersen · Celeste Plak · Myrthe Schoot · Lonneke Slöetjes · Debby Stam · Quinta Steenbergen · Femke Stoltenborg
Sarah van Aalen · Indy Baijens · Britt Bongaerts · Anne Buijs · Nika Daalderop · Elles Dambrink · Marrit Jasper · Jolien Knollema · Juliët Lohuis · Celeste Plak · Florien Reesink · Eline Timmerman